# Sent Vertunian
Sent Vartunian (en francès Saint-Victurnien) és un municipi francès situat al departament de l'Alta Viena i a la regió de la Nova Aquitània.

## Demografia
| 1962                                       | 1968  | 1975  | 1982  | 1990  | 1999  | 2007  |
| ------------------------------------------ | ----- | ----- | ----- | ----- | ----- | ----- |
| 1.357                                      | 1.190 | 1.210 | 1.259 | 1.447 | 1.458 | 1.605 |
| Des de 1962: població sense dobles comptes |       |       |       |       |       |       |

## Administració
| Període | Identitat      | Partit |
| ------- | -------------- | ------ |
| 1995-   | Jean Duchambon | PS     |

## Agermanaments
- Cabanillas